# Andrea Mattei
Andrea Mattei, né en 1744 à Castelforte et mort en 1823, est un peintre italien, auteur de l’Assomption, datée de 1791, placée au-dessus de l'autel majeur de l'église de Sainte-Marie-du-Divin-Amour à Naples. 
D’autres de ses œuvres se retrouvent dans les églises de Santi Cosma e Damiano, Saint-Martin à Ventosa, hameau de Santi Cosma e Damiano, ainsi qu'une toile Vierge et Saints, signée et datée de 1783, dans l'église Sainte-Catherine de Maranola, et dans le Église San Diego all’Ospedaletto, à Naples. 